# علم الفلك الزمني
علم الفلك الزمني أو علم الفلك في النطاق الزمني (بالإنجليزية: Time domain astronomy)‏ هو فرع من فروع علم الفلك الرصدي يهتم بدراسة الظواهر والأحداث الفلكية العابرة ودراسة كيفية تغير الأجسام الفلكية مع مرور الوقت. بسبب حركتها أو التغييرات التي تطرأ على الجرم الفلكي نفسه. وخاصة تلك التي تتجاوز النظام الشمسي. 
الأهداف الشائعة التي يشملها علم الفلك الزمني هي المستعرات ، المستعرات الأعظمية ، النجوم المتوهجة، نواة المجرات النشطة والنجوم الزائفة المتوهجة.ويشمل علم الفلك الزمني حاليا ظهور المذنبات، والمتغيرات القيفاوية.
الأدوات المستخدمة هي المراصد الآلية والتصنيف التلقائي للأحداث العابرة، والإخطارات السريعة من المهتمين . ويواجة علم الفلك الزمني عدة تحديات منها تخزين الكمية الهائلة من البيانات ونقلها، وتقنيات استخراج البيانات، والتصنيف، والبيانات غير المتجانسة.
اللوحات الفلكية القديمة المعرضة من آواخر الثمانينات وحتى مطلع التسعينيات التي يحتفظ بها مرصد كلية هارفارد يتم رقمنتها من قبل مشروع هارفارد الوصول الرقمي إلى مئة عام من السماء (Digital Access to a Sky Century @ Harvard) .

## اقرأ أيضاً
- رصد فلكي
- علم الفلك الرصدي
- قوس المراقبة
- بالعين المجردة